# MHC Rapide
MHC Rapide is een hockeyclub in het Zeeuws-Vlaamse Hulst.

## Het terrein
De club heeft sinds 2011 2 semiwatervelden en een miniveld. Het complex bevindt zich aan de Wittebrugstraat en bevat ook een groot clubhuis.

## Toernooi
Elk jaar in augustus wordt het Reynaerttoernooi georganiseerd. Dit is een internationaal toernooi met deelnemende ploegen uit Engeland, Ierland, Duitsland en Frankrijk.

## Geschiedenis
MHC Rapide is opgericht op 2 november 1942. De eerste jaren is er letterlijk in de weilanden gespeeld en later op voetbalvelden. In 1952 is Rapide verhuisd naar het sportcomplex aan de Tabakstraat, waar ook andere sporten beoefend werden. In 1982 is Rapide weer verhuisd, dit maal naar een complex aan de Grote Kreekweg. In 2011 is Rapide verhuisd naar het huidige complex aan de Wittebrugstraat.